# UEFA Europa League 2012-2013 (play-off)

## Play-off

### Sorteggio
| Gruppo 1                                                  | Gruppo 1                                            | Gruppo 2                                              | Gruppo 2                                     | Gruppo 3                                                         | Gruppo 3                                                            |
| Testa di serie                                            | Non testa di serie                                  | Testa di serie                                        | Non testa di serie                           | Testa di serie                                                   | Non testa di serie                                                  |
| --------------------------------------------------------- | --------------------------------------------------- | ----------------------------------------------------- | -------------------------------------------- | ---------------------------------------------------------------- | ------------------------------------------------------------------- |
| Inter AZ Alkmaar APOEL Newcastle Utd Partizan             | Vaslui Anži Atromitos Tromsø Neftçi Baku            | Liverpool Athletic Bilbao Bruges Heerenveen Dila Gori | Marítimo Debrecen Hearts HJK Helsinki Molde  | O. Marsiglia Metalist Charkiv Hannover 96 Trabzonspor Young Boys | Dinamo Bucarest Sheriff Tiraspol Midtjylland Śląsk Wrocław Videoton |
| Gruppo 4                                                  | Gruppo 4                                            | Gruppo 5                                              | Gruppo 5                                     | Gruppo 6                                                         | Gruppo 6                                                            |
| Testa di serie                                            | Non testa di serie                                  | Testa di serie                                        | Non testa di serie                           | Testa di serie                                                   | Non testa di serie                                                  |
| Sporting CP Bordeaux Hapoel Tel Aviv Sparta Praga Levante | Feyenoord Stella Rossa Motherwell Horsens Dudelange | CSKA Mosca Twente Lazio Rosenborg Viktoria Plzeň      | Bursaspor Legia Varsavia Lokeren AIK Mura 05 | PSV Stoccarda PAOK Steaua Bucarest Genk Dnipro                   | Rapid Vienna Dinamo Mosca Lucerna Slovan Liberec Ekranas Zeta       |

### Risultati

#### Andata
| Arbitro: | William Collum |

|                     |           |  |
| Ibišević 72’, 90+1’ | Marcatori |  |

| Arbitro: | Michael Koukoulakis |

|            |           |  |
| Traoré 51’ | Marcatori |  |

| Arbitro: | Robert Małek |

|                    |           |               |
| Şükürov 82’ (rig.) | Marcatori | 83’ Benachour |

| Arbitro: | Robert Schörgenhofer |

|                                         |           |                           |
| Prijović 37’ Björck 77’ Kara Mbodji 82’ | Marcatori | 43’ Marković 84’ Mitrović |

| Arbitro: | Aljaksej Kul'bakoŭ |

|  |           |                         |
|  | Marcatori | 36’ Martinović 76’ Popa |

| Arbitro: | Pol van Boekel |

|                                |           |                             |
| Breznaník 62’ Vácha 90’ (rig.) | Marcatori | 43’ Konopljanka 49’ Matheus |

| Arbitro: | Kevin Blom |

|  |           |           |
|  | Marcatori | 62’ Honda |

| Arbitro: | Aleksandar Stavrev |

|             |           |            |
| Kosecki 42’ | Marcatori | 80’ Dočkal |

| Arbitro: | Alon Yefet |

|             |           |            |
| Epstein 24’ | Marcatori | 45’ Taylor |

| Arbitro: | Cristian Balaj |

|                        |           |  |
| Eikrem 30’ Moström 90’ | Marcatori |  |

| Arbitro: | Sascha Kever |

|             |           |                 |
| Pajović 27’ | Marcatori | 18’, 53’ J.Ayew |

| Arbitro: | David Fernández Borbalán |

|                                   |           |            |
| Pablo Batalla 40’, 82’ Šesták 53’ | Marcatori | 31’ Chadli |

| Arbitro: | Paweł Gil |

|  |           |                                 |
|  | Marcatori | 9’ Cleiton Xavier 53’ Cristaldo |

| Arbitro: | Antonio Damato |

|                        |           |            |
| Rangelov 7’ Winter 71’ | Marcatori | 12’ Vossen |

| Trebisonda 23 agosto 2012, ore 20:00 CEST | Trabzonspor | 0 – 0 referto | Videoton | Hüseyin Avni Aker\| Arbitro: \| Euan Norris \| |
| Arbitro:                                  | Euan Norris |               |          |                                                |

| Arbitro: | Tommy Skjerven |

|             |           |                                                 |
| Joachim 20’ | Marcatori | 4’ (aut.) Caillet 19’ (rig.) Ben Haim 26’ Cohen |

| Arbitro: | Peter Rasmussen |

|                         |           |                 |
| Nelom 60’ Achachbar 90’ | Marcatori | 23’, 27’ Kadlec |

| Arbitro: | Maksim Lajuškin |

|  |           |                                         |
|  | Marcatori | 42’ Bobadilla 81’ Farnerud 90’ Costanzo |

| Arbitro: | Matej Jug |

|  |           |                                   |
|  | Marcatori | 58’ Blondel 76’ Rafelov 90’ Bacca |

| Arbitro: | Antonio Mateu Lahoz |

|                               |           |           |
| Harbaoui 10’ Marić 90’ (rig.) | Marcatori | 29’ Bakoš |

| Arbitro: | Andre Marriner |

|                               |           |          |
| Athanasiadis 69’ Katsikas 83’ | Marcatori | 25’ Alar |

| Arbitro: | Bas Nijhuis |

|  |           |                           |
|  | Marcatori | 22’ Cambiasso 72’ Palacio |

| Arbitro: | Florian Meyer |

|  |           |                    |
|  | Marcatori | 74’ (aut.) Webster |

| Arbitro: | Paolo Tagliavento |

|                                           |           |                                                               |
| Jodłowiec 34’ Patejuk 54’ Kaźmierczak 61’ | Marcatori | 7’, 82’ Andreasen 25’ Schlaudraff 40’ Stindl 85’ Schmiedebach |

| Arbitro: | Antti Munukka |

|  |           |                        |
|  | Marcatori | 43’ Juanlu 62’ El Zhar |

| Belgrado 23 agosto 2012, ore 20:45 CEST | Stella Rossa             | 0 – 0 referto | Bordeaux | Stadio Stella Rossa\| Arbitro: \| Alberto Undiano Mallenco \| |
| Arbitro:                                | Alberto Undiano Mallenco |               |          |                                                               |

| Arbitro: | Bülent Yıldırım |

|                                                             |           |  |
| Aduriz 25’, 51’ Susaeta 31’, 57’ Iñigo Pérez 42’ Iraola 85’ | Marcatori |  |

| Arbitro: | Libor Kovařik |

|             |           |  |
| Fidélis 65’ | Marcatori |  |

| Arbitro: | Mark Courtney |

|  |           |                        |
|  | Marcatori | 31’ Hernanes 59’ Klose |

| Arbitro: | Antony Gautier |

|              |           |                    |
| Spelmann 15’ | Marcatori | 79’ André Carrillo |

| Arbitro: | Aleksej Nikolaev |

|  |           |                                                              |
|  | Marcatori | 2’ Toivonen 74’ Matavž 78’ Strootman 83’ Lens 90’ van Bommel |

#### Ritorno
| Arbitro: | Fırat Aydınus |

|             |           |              |
| Kokorin 77’ | Marcatori | 64’ Ibišević |

| Arbitro: | Anastassios Kakos |

|  |           |                              |
|  | Marcatori | 42’ Héldon 90+3’ Danilo Dias |

| Arbitro: | Duarte Gomes |

|                                                           |           |                         |
| Alijev 12’ (rig.), 59’ (rig.) Konopljanka 76’ Kalinić 87’ | Marcatori | 61’ Breznaník 72’ Kelić |

| Arbitro: | Ovidiu Alin Hategan |

|  |           |                              |
|  | Marcatori | 6’ Karikari 90+3’ Lorentzson |

| Arbitro: | Daniele Orsato |

|                              |           |             |
| Reginiussen 69’ Diskerud 87’ | Marcatori | 36’ Ljuboja |

| Arbitro: | Menashe Masiah |

|                                                                               |           |  |
| Jørgensen 5’ van Ooijen 12’, 74’ Matavž 15’, 27’, 63’ Wijnaldum 39’, 66’, 83’ | Marcatori |  |

| Arbitro: | Stanislav Todorov |

|                |           |                      |
| Valpoort 90+2’ | Marcatori | 54’ Berget 73’ Diouf |

| Arbitro: | Saïd Ennjimi |

|               |           |                                    |
| Benachour 44’ | Marcatori | 22’ Sadıqov 30’ Wobay 60’ Flavinho |

| Arbitro: | Alan Kelly |

|                                         |           |                                               |
| Schüller 25’ Perovuo 62’ Pohjanpalo 70’ | Marcatori | 67’ San José 77’ (aut.) Hakanpää 88’ Martínez |

| Arbitro: | Hannes Kaasik |

|                                    |           |  |
| Maman 68’, 84’ Merey 79’ Tuama 88’ | Marcatori |  |

| Arbitro: | Ivan Bebek |

|                               |           |  |
| Kadlec 61’ (rig.) Jarošík 70’ | Marcatori |  |

| Arbitro: | Alexandru Tudor |

|  |           |                                   |
|  | Marcatori | 75’ (rig.) Igboun 89’ Bak Nielsen |

| Arbitro: | Tony Asumaa |

|                                 |           |  |
| Adi Rocha 21’, 86’ Dumitraș 31’ | Marcatori |  |

| Arbitro: | Mike Dean |

|                               |           |  |
| Dani Fernández 56’ Masika 88’ | Marcatori |  |

| Arbitro: | Hüseyin Göçek |

|                          |           |             |
| Blanco 29’ Cristaldo 60’ | Marcatori | 52’ Curtean |

| Arbitro: | Daniel Stålhammar |

|           |           |  |
| Bakoš 37’ | Marcatori |  |

| Arbitro: | Mark Clattenburg |

|                                       |           |                            |
| Gouffran 53’, 90+3’ (rig.) Jussiê 71’ | Marcatori | 45+2’ Mladenović 90’ Mikić |

| Arbitro: | Deniz Aytekin |

|                                             |           |             |
| Larsen 25’ Vázquez 48’ Tchité 50’ Bacca 66’ | Marcatori | 34’ Szakály |

| Marsiglia 30 agosto 2012, ore 20:30 CEST | Marsiglia          | 0 – 0 referto | Sheriff Tiraspol | Stade Vélodrome\| Arbitro: \| Kristinn Jakobsson \| |
| Arbitro:                                 | Kristinn Jakobsson |               |                  |                                                     |

| Arbitro: | Martin Hansson |

|                                 |                      |                              |
| Caneira Brachi Gyurcsó Mitrović | Tiri di rigore 4 – 2 | Sapara Vittek Aydoğdu Zokora |

| Arbitro: | Serge Gumienny |

|            |           |  |
| Ivanov 75’ | Marcatori |  |

| Arbitro: | Manuel De Sousa |

|                          |           |                               |
| Palacio 76’ Guarín 90+2’ | Marcatori | 35’ (rig.) Stanciu 79’ Varela |

| Arbitro: | Clément Turpin |

|           |           |  |
| Gekas 72’ | Marcatori |  |

| Arbitro: | Sergei Karasev |

|                                                        |           |                 |
| Abdellaoue 22’ (rig.) Huszti 35’, 88’ Sobiech 68’, 85’ | Marcatori | 10’ Kaźmierczak |

| Arbitro: | Carlos Clos Gómez |

|                                 |           |  |
| Alar 31’ Boyd 48’ Hofmann 90+3’ | Marcatori |  |

| Arbitro: | Leontios Trattou |

|                           |           |             |
| Kozák 30’, 55’ Zarate 42’ | Marcatori | 88’ Travner |

| Arbitro: | Nicola Rizzoli |

|                                           |           |             |
| Fer 26’ (rig.) Schilder 61’ Gutiérrez 62’ | Marcatori | 45+4’ Pinto |

| Arbitro: | Svein Oddvar Moen |

|  |           |                                                                            |
|  | Marcatori | 17’ Boussoufa 45+2’ Eto'o 79’ Traoré 83’ Carcela-Gonzalez 90+4’ Lachijalov |

| Arbitro: | Stephan Studer |

|            |           |  |
| Vučkić 21’ | Marcatori |  |

| Arbitro: | Vladislav Bezborodov |

|            |           |               |
| Suárez 88’ | Marcatori | 85’ Templeton |

| Arbitro: | Cyril Zimmermann |

|                                                                      |           |  |
| van Wolfswinkel 8’, 54’ Kortegaard 23’ (aut.) Carrillo 57’ Elias 63’ | Marcatori |  |

### Tabella riassuntiva
| Squadra 1        | Totale          | Squadra 2       | Andata | Ritorno     |
| ---------------- | --------------- | --------------- | ------ | ----------- |
| Anži             | 6 - 0           | AZ Alkmaar      | 1 - 0  | 5 - 0       |
| Neftçi Baku      | 4 - 2           | APOEL           | 1 - 1  | 3 - 1       |
| Atromitos        | 1 - 2           | Newcastle       | 1 - 1  | 0 - 1       |
| Tromsø           | 3 - 3 (gfc)     | Partizan        | 3 - 2  | 0 - 1       |
| Vaslui           | 2 - 4           | Inter           | 0 - 2  | 2 - 2       |
| Hearts           | 1 - 2           | Liverpool       | 0 - 1  | 1 - 1       |
| Athletic Bilbao  | 9 - 3           | HJK Helsinki    | 6 - 0  | 3 - 3       |
| Marítimo         | 3 - 0           | Dila Gori       | 1 - 0  | 2 - 0       |
| Molde            | 4 - 1           | Heerenveen      | 2 - 0  | 2 - 1       |
| Debrecen         | 1 - 7           | Club Bruges     | 0 - 3  | 1 - 4       |
| Sheriff Tiraspol | 1 - 2           | Marsiglia       | 1 - 2  | 0 - 0       |
| Trabzonspor      | 0 - 0 (2-4 dcr) | Videoton        | 0 - 0  | 0 - 0 (dts) |
| Midtjylland      | 2 - 3           | Young Boys      | 0 - 3  | 2 - 0       |
| Śląsk Wrocław    | 4 - 10          | Hannover 96     | 3 - 5  | 1 - 5       |
| Dinamo Bucarest  | 1 - 4           | Metalist        | 0 - 2  | 1 - 2       |
| Horsens          | 1 - 6           | Sporting CP     | 1 - 1  | 0 - 5       |
| Dudelange        | 1 - 7           | Hapoel Tel Aviv | 1 - 3  | 0 - 4       |
| Feyenoord        | 2 - 4           | Sparta Praga    | 2 - 2  | 0 - 2       |
| Motherwell       | 0 - 3           | Levante         | 0 - 2  | 0 - 1       |
| Stella Rossa     | 2 - 3           | Bordeaux        | 0 - 0  | 2 - 3       |
| Lokeren          | 2 - 2 (gfc)     | Viktoria Plzeň  | 2 - 1  | 0 - 1       |
| Mura 05          | 1 - 5           | Lazio           | 0 - 2  | 1 - 3       |
| AIK              | 2 - 1           | CSKA Mosca      | 0 - 1  | 2 - 0       |
| Legia Varsavia   | 2 - 3           | Rosenborg       | 1 - 1  | 1 - 2       |
| Bursaspor        | 4 - 5           | Twente          | 3 - 1  | 1 - 4 (dts) |
| Ekranas          | 0 - 5           | Steaua Bucarest | 0 - 2  | 0 - 3       |
| Slovan Liberec   | 4 - 6           | Dnipro          | 2 - 2  | 2 - 4       |
| Stoccarda        | 3 - 1           | Dinamo Mosca    | 2 - 0  | 1 - 1       |
| PAOK             | 2 - 4           | Rapid Vienna    | 2 - 1  | 0 - 3       |
| Lucerna          | 2 - 3           | Genk            | 2 - 1  | 0 - 2       |
| Zeta             | 0 - 14          | PSV Eindhoven   | 0 - 5  | 0 - 9       |